# Diecezja Dundo
Diecezja Dundo – diecezja rzymskokatolicka w Angoli. Powstała w 2001.

## Biskupi diecezjalni
- - Bp Estanislau Marques Chindekasse (od 2012)
  - Bp José Manuel Imbamba (2008 – 2011)
  - Bp Joaquim Ferreira Lopes, O.F.M. Cap. (2001– 2007)